# Poa sinaica
Poa sinaica är en gräsart som beskrevs av Ernst Gottlieb von Steudel. Poa sinaica ingår i släktet gröen, och familjen gräs. Inga underarter finns listade i Catalogue of Life.